# Sandaler

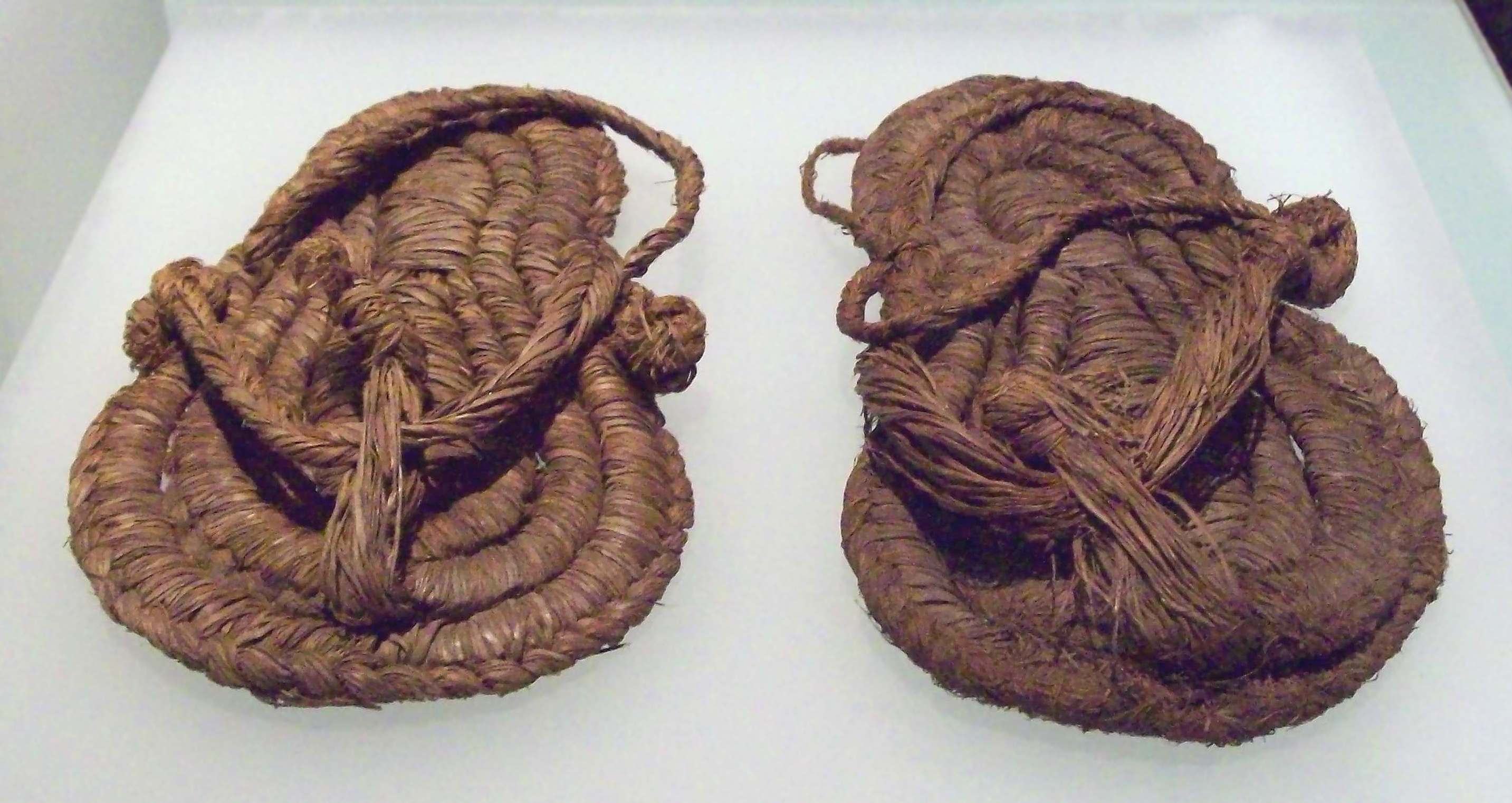
Flip-flops från cirka 5000 före Kristus, återfunna i Spanien.

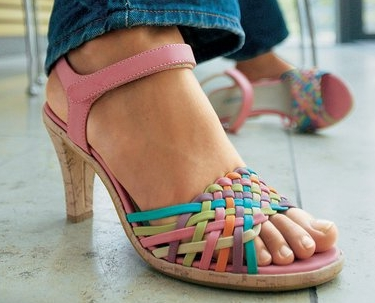
Sandaletter med hög klack

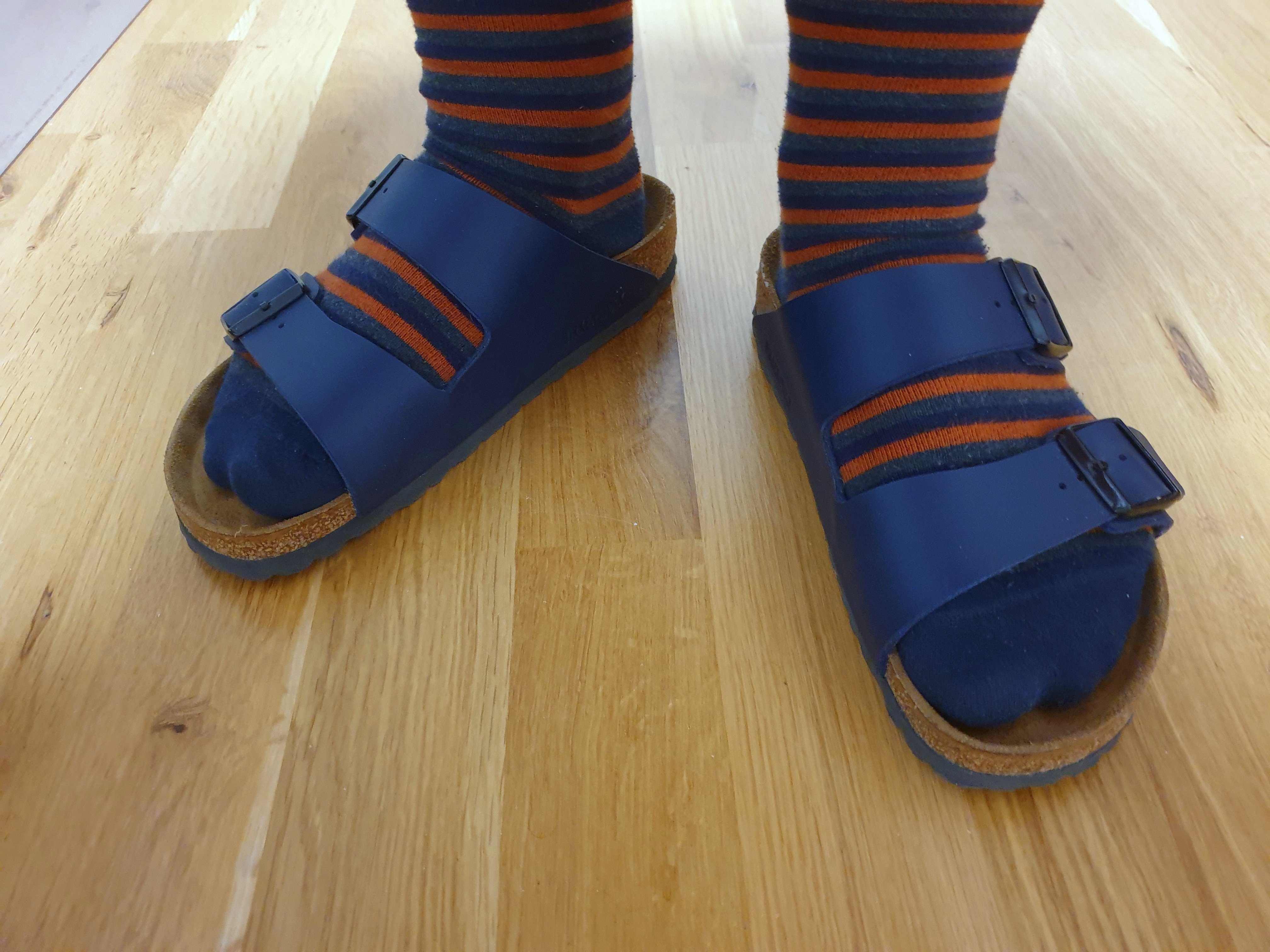
Birkenstock-sandaler

Sandaler är ett skodon som framför allt kännetecknas av tomrummet, det som inte är sko. I extremfallet består en sandal endast av en sula och något slags fästanordning för denna sula, förslagsvis remmar kring fot, tå, fotled eller underben.
Ett tydligt tecken på att ett skodon är en sandal och inget annat är att man kan se tårna på dess bärare.
Närbesläktad med sandalen är sandaletten som oftast bärs av kvinnor. Sandaletten anses som en finare typ av sandal med en klack undertill.
Flip-flops är sandaler med remmar mellan tårna.
En nyare medlem i sandalfamiljen är sportsandalen.

## Etymologi
Vårt svenska ord "sandaler" härleds från grekiska sandalon eller sandalia som står i Mark(us) 6:9 i Nya Testamentet. Ordet kom till oss genom den katolska Bibelns latinska version "sandaliis" och återfinns i svenska först i 1917 års kyrkobibel. I 1526 års översättning (Se Gustav Vasas bibel) står i stället "solor". Ordet har troligtvis orientaliskt ursprung och återfinns bland annat som persiska [sändäl] som betyder "sko".
Ordet "sandal" är belagt i svenska språket sedan 1758.